# Nathalie Pettorelli
Nathalie Pettorelli (* 1976 in Frankreich) ist eine französische Ökologin.

## Leben und Werk
Pettorelli wurde in Frankreich geboren. 2002 schloss sie nach drei Jahren an der Universität Lyon ihre Doktorarbeit mit dem Erhalt des Ph.D. ab. Zwei Forschungsstipendien ermöglichten ihr anschließend einen dreijährigen Forschungsaufenthalt an der Universität Oslo, bevor sie 2005 als Postdoc an die Universität Laval in Québec und 2006 an das Institute of Zoology der Zoological Society of London wechselte. Von 2012 bis 2016 koordinierte sie dort die Arbeiten zum Klimawandel und war Mitglied des Kommittess für Naturschutzbiologie, später stieg sie zum Senior Research Follow und zur Leiterin der Forschungsgruppe Environmental Monitoring and Conservation Modelling auf. Nebenher füllte sie unterschiedliche Positionen bei dem UNEP World Conservation Monitoring Centre, der British Ecological Society, der Society for Conservation Biology und anderen Organisationen aus. Zwischen 2013 und 2017 gab sie auch Kurse an der Universität Bayreuth, im Rahmen des Master-Programmes Global Change Ecology. Seit 2014 ist sie Teil der IUCN-Expertengruppe für Mangroven, seit 2021 auch Teil der IUCN-Arbeitsgruppe für Rewilding, der sie als Co-Vorsitzende vorsteht.
Pettorelli arbeitet vorwiegend zu Themen des Biodiversitätsmonitorings, ökologischen Veränderungen vor dem Hintergrund des Klimawandels und der Methode, Wildtiermanagement und -schutz durch Satellitentechnik zu unterstützen. In Hinblick auf die Nutzung von Satellitentechnik für die Naturschutzökologie gilt Pettorelli als Pionierin. Sie betont die große Bedeutung von Amateurforschern für die akademische Wissenschaften, beispielsweise zur Ermittlung der Auswirkungen des Klimawandels auf die Ökologie. Sie ist Herausgeberin des Journals Remote Sensing in Ecology and Conservation und leitende Redakteurin für das Journal of Applied Ecology. Gemeinsam mit der Verhaltensökologin Seirian Sumner gründete Pettorelli 2011 das Format Soapbox Science, in dem Wissenschaftlerinnen gezielt die Möglichkeit erhalten, der Öffentlichkeit ihre Arbeit vorzustellen. Sumner und Pettorelli erhielten dafür 2015 den Point of Light Award des damaligen britischen Premierministers David Cameron.

## Werke (Auswahl)
Monographien
- The normalized difference vegetation index. Oxford University Press, Oxford 2013, ISBN 978-0-19-969316-0.
- Satellite remote sensing and the management of natural resources. Oxford University Press, Oxford 2019, ISBN 978-0-19-871726-3.

Herausgeberschaften
- mit Ben Collen, Jonathan E. M. Baillie und Sarah M. Durant (Hrsg.): Biodiversity Monitoring and Conservation: Bridging the Gap Between Global Commitment and Local Action. Wiley-Blackwell, Hoboken 2013, ISBN 978-1-4443-3292-6.
- mit Kamran Safi, Woody Turner und Stefan Dech (Hrsg.): Satellite remote sensing for biodiversity research and conservation applications. Royal Society Publishing, London 2014, ISBN 978-1-78252-068-9.
- mit Sarah M. Durant und Johan T. Du Toit (Hrsg.): Rewilding. Cambridge University Press, Cambridge 2019, ISBN 978-1-108-47267-8.
- mit William J. Sutherland, Peter N. M. Brotherton, Zoe G. Davies et al. (Hrsg.): Conservation research, policy and practice. Cambridge University Press, Cambridge 2020, ISBN 978-1-108-71458-7.